# مارك ويلرز
مارك ويلرز (بالإنجليزية: Marc Willers)‏ مواليد 11 سبتمبر 1985 في كامبريدج، نيوزيلندا، هو دراج نيوزلندي. شارك في دورة الألعاب الأولمبية الصيفية.

## روابط خارجية
- مارك ويلرز على موقع نتائج كأس العالم لسباقات دراجات (بي.أم.إكس) (الإنجليزية)
- مارك ويلرز على موقع اللجنة الأولمبية الدولية (الإنجليزية)
- مارك ويلرز على موقع أوليمبيديا (الإنجليزية)
- مارك ويلرز على موقع اللجنة الأولمبية النيوزيلندية (الإنجليزية)